# Gratangen (fjord)
68°43′49.462″N 17°25′42.370″Ø / 68.73040611°N 17.42843611°Ø
Gratangsfjorden eller Gratangen er en fjordarm af Astafjorden i Gratangen kommune i Troms og Finnmark fylke i Norge. Fjorden strækker sig 20 km mod sydøst til bygderne Fjordbotn og Gratangsbotn i enden af fjorden.
Fjorden har indløb mellem Grøsnes i nord og Hilleshamn i syd. Fjorden går først mod øst, men ved bebyggelsen Lavik svinger den mod syd. Lidt syd for Lavik ligger bebyggelsen Hesjeberg. Begge disse ligger på østsiden. Åkenes er en anden bebyggelse lidt længere mod syd . Tværs over fjorden fra Åkenes ligger bygden Foldvik. Her svinger fjorden østover igen og smalner ind ved sundet Årsteinstraumen. Her ligger bygden Årstein, som er administrationscenteret i kommunen, på nordsiden af fjorden. Her ligger også Gratangen kirke. Fv 141 krydser Gratangsfjorden mellem Årstein og Strømsnes via den 396 meter lange Årsteinbrua.
Den inderste del af fjorden, indenfor broen, kaldes Gratangsbotn.
Riksvei 825 går langs hele sydvestsiden af fjorden, mens Fylkesvei 141 (Troms) går på nordøstsiden.